# Thaddeus Stevens
Pour les articles homonymes, voir Stevens.
Thaddeus Stevens, né le 4 avril 1792 à Danville (Vermont) et mort le 11 août 1868 à Washington, D.C., est un homme politique américain, notamment représentant de la Pennsylvanie au Congrès des États-Unis. Il fut l'un des principaux meneurs de la faction radicale du Parti républicain dans les années 1860. Opposant acharné à l'esclavage et aux discriminations envers les Afro-Américains, il chercha à garantir leurs droits durant la période qui suivit la guerre de Sécession et s'opposa notamment au président Andrew Johnson sur cette question.
Issu d'une famille pauvre et rurale du Vermont, Stevens naquit avec un pied bot qui le fit boiter toute sa vie. Après des études de droit, il s'installa en Pennsylvanie et devint un avocat brillant à Gettysburg. Il s'impliqua dans les affaires municipales puis entra en politique en étant élu à la chambre des représentants de l'État où il défendit une éducation publique et gratuite. Des problèmes financiers l'obligèrent à s'installer et à exercer dans la plus grande ville de Lancaster. Il y rejoignit le parti whig et fut élu au Congrès en 1848. Son opposition à l'esclavage lui coûta de nombreuses voix et il ne chercha pas à se représenter en 1852. Après s'être rapproché brièvement du mouvement nativiste des Know Nothing, Stevens rejoignit le parti républicain récemment créé et fut élu à la Chambre des représentants en 1858. Avec ses alliés radicaux dont le sénateur Charles Sumner du Massachusetts, il s'opposa à toute concession sur la question de l'esclavage malgré la montée des tensions dans le Sud des États-Unis qui menèrent à la guerre.
Stevens avança que l'esclavage ne devait pas survivre au conflit et fut déçu par la lenteur du président Abraham Lincoln dans l'adoption de cette idée. En tant que président du comité des voies et moyens de la Chambre durant la guerre de Sécession, il joua un rôle majeur dans le financement du conflit. Avec le retour de la paix, il voulut garantir les futurs droits civiques des Afro-Américains en leur accordant une autonomie financière via notamment l'octroi de terres confisquées aux anciens Confédérés. Ses plans allaient cependant trop loin pour les républicains modérés et ils ne furent pas adoptés. Après l'assassinat de Lincoln en avril 1865, Stevens entra en conflit avec son successeur, Andrew Johnson, qui privilégiait une réintégration rapide des États du Sud sans garanties pour les esclaves affranchis. Cette différence d'opinion provoqua une longue opposition entre le président et le Congrès où Stevens menait les républicains radicaux. Après leur succès lors des élections de 1866, les radicaux prirent le contrôle de la Chambre et purent imposer leurs idées à Johnson. Le dernier grand succès de Stevens fut d'obtenir le lancement d'une procédure de destitution contre le président même si elle échoua de justesse devant le Sénat.
Les évaluations historiques de Stevens ont fortement varié depuis sa mort en 1868. Au début du XXe siècle, il était considéré comme un extrémiste motivé par sa haine des esclavagistes blancs du Sud mais cette vision a évolué sous l'influence des néo-abolitionnistes des années 1960 et il est aujourd'hui salué pour ses idées et sa défense de l'égalité entre noirs et blancs. {{refnec}}

## Jeunesse
Thaddeus Stevens est né à Danville dans le Vermont le 4 avril 1792. Il était le second d'une fratrie de quatre enfants, tous des garçons, et fut nommé en l'honneur du général polonais Tadeusz Kościuszko qui combattit durant la guerre d'indépendance américaine. Ses parents étaient des baptistes qui avaient quitté le Massachusetts vers 1786. Comme son frère aîné, il naquit avec un pied bot à une période où cette maladie était considérée comme un châtiment divin en punition des péchés des parents. Leur père, Joshua Stevens, était un fermier et un cordonnier qui rencontrait de grandes difficultés financières. Après avoir engendré deux autres fils, nés sans infirmité, il abandonna ses enfants et son deuxième épouse Sarah née Morrill. Les circonstances de son départ et son destin sont mal connus ; il a peut-être été tué à la bataille de Fort Oswego en 1814 lors de la guerre anglo-américaine.
Sarah Stevens lutta pour subvenir aux besoins de sa famille en exploitant la ferme. Elle était déterminée à fournir un avenir meilleur à ses fils et en 1807, ils s'installèrent dans la ville voisine de Peacham et Thaddeus fut inscrit à la grammar school locale. Il souffrit beaucoup des moqueries de ses camarades concernant son infirmité et les récits ultérieurs le décrivirent comme « obstiné et déterminé » avec « une formidable envie d'obtenir une éducation ».
Après avoir été diplômé en 1811, Stevens intégra le Dartmouth College de Hanover dans le New Hampshire et passa sa deuxième année au Burlington College de Burlington dans le Vermont (aujourd'hui l'université du Vermont) mais dut retourner dans le New Hampshire quand le campus fut réquisitionné par le gouvernement fédéral durant la guerre contre les Britanniques. À Darmouth, il ne fut pas élu à la fraternité étudiante Phi Beta Kappa malgré d'excellents résultats et cela fut une expérience difficile pour lui,. Stevens fut diplômé en 1814 et donna un discours lors de la cérémonie de remise des diplômes. Après cela, il enseigna brièvement à Peacham et commença à étudier le droit avec le juge John Mattocks à Danville. Au début de l'année 1815, il s'installa chez des amis à York en Pennsylvanie.

## Juriste et politique en Pennsylvanie

### Premières années
En Pennsylvanie, Stevens enseigna à l'université de York et poursuivit ses études de droit. Les avocats de la ville n'étaient cependant pas favorables à l'arrivée d'un nouveau juriste et adoptèrent une résolution pour ne pas diplômer ceux qui « auraient exercé un autre profession durant leurs études de droit », une restriction qui visait vraisemblablement Stevens. Il contourna cette opposition en se présentant devant le comité d'évaluation du comté voisin de Harford dans le Maryland avec quatre bouteilles de Madère. Il rapporta ainsi souvent par la suite que les bouteilles furent rapidement vidées sans beaucoup de questions et il quitta Bel Air le lendemain matin avec un certificat l'autorisant à devenir juriste dans n'importe quelle ville. Stevens s'installa à Gettysburg qui était le siège du comté d'Adams, et y ouvrit un cabinet en septembre 1816.
Stevens ne connaissait personne dans cette ville et ses débuts de juriste furent difficiles. Il se fit remarquer au milieu de l'année 1817 en défendant un agriculteur qui avait tué l'un des policiers venu l'arrêter car il n'avait pas payé ses impôts. Il ne parvint pas à empêcher la condamnation de son client mais sa prestation impressionna les locaux et son cabinet ne désemplit plus. Durant sa carrière juridique, il déploya ses talents sarcastiques qui devinrent une de ses caractéristiques politiciennes et déclara à un juge qui l'accusaient de manquer de respect au tribunal : « Monsieur, je fais de mon mieux pour ne pas le montrer ». Il participa aux dix premières affaires du comté d'Adams à être présentées devant la cour suprême de Pennsylvanie et eut gain de cause dans neuf d'entre elles. Il regretta néanmoins par la suite d'avoir remporté l'affaire Butler v. Delaplaine au cours de laquelle il obtint que son client récupère un de ses esclaves qui s'était échappé.
À Gettysburg, il commença à s'impliquer en politique et réalisa six mandats d'un an au sein du conseil municipal entre 1822 et 1831 dont il devint président. Avec ses gains de juriste, il acquit des terrains et devint le plus important propriétaire foncier de la ville en 1825. Ses succès lui valurent des ennemis et après la mort d'une femme noire enceinte à Gettysburg, des lettres anonymes l'accusant de meurtre furent envoyées à des journaux. Les rumeurs circulèrent pendant plusieurs années et en 1831, Stevens remporta un procès en diffamation contre un journal qui avait imprimé une lettre le présentant comme le meurtrier.

### Antimaçonnisme
Stevens fut impliqué dans le mouvement antimaçonnique qui se développa en 1826 après la disparition et la mort de William Morgan, un franc-maçon de l'État de New York ; d'autres francs-maçons étaient fortement soupçonnés du meurtre car ils désapprouvaient sa publication d'un livre dévoilant les rites secrets de l'ordre. Comme le principal opposant du président John Quincy Adams était un franc-maçon, le général Andrew Jackson, l'antimaçonnisme devint étroitement associé à l'opposition à ce dernier et à ses politiques après son élection à la présidence en 1828.
Les partisans de Jackson étaient issus de l'ancien parti républicain-démocrate et formèrent par la suite le parti démocrate. Son collègue juriste et futur président, James Buchanan, dit à Stevens qu'il pourrait progresser en politique s'il les rejoignait mais il refusa. Pour Stevens, l'antimaçonnisme devint l'une des manières de s'opposer à Jackson mais il fut peut-être également motivé par le fait que les francs-maçons refusaient l'entrée des « impotents » dans l'ordre. Il resta un fervent partisan de cette idéologie même après que la plupart de ses concitoyens l'eurent abandonné. Selon son biographe, Hans Trefousse, la virulence de Stevens dans ce domaine était également liée à une maladie qui l'avait rendu chauve à la fin des années 1820 et « l'affliction importune a sans doute contribué à son fanatisme irraisonné envers les francs-maçons » ; il porta jusqu'à sa mort des perruques qui semblaient toujours mal ajustées.
En 1829, l'antimaçonnisme se formalisa sous la forme du parti antimaçonnique qui devint populaire dans les zones rurales du centre de la Pennsylvanie. Stevens devint rapidement un membre influent de ce mouvement et participa aux deux premières conventions nationales du parti en 1830 et 1831. Lors de cette dernière, il défendit sans succès la nomination pour la présidence du juge assesseur de la Cour suprême John McLean mais ce fut l'ancien procureur général William Wirt qui fut désigné. Jackson fut facilement réélu et la grave défaite de Wirt, qui ne remporta que le Vermont, entraîna l'effondrement du parti antimaçonnique qui resta néanmoins influent quelques années en Pennsylvanie,.
En septembre 1833, Stevens fut élu pour un mandat d'un an à la chambre des représentants de Pennsylvanie et il envisagea de créer un comité chargé d'enquêter sur la franc-maçonnerie. Il se fit remarquer au niveau national pour ses discours contre l'ordre et en 1835, la division des démocrates permit aux antimaçons de prendre le contrôle de la législature. Stevens lança une investigation sur les agissements franc-maçonniques et convoqua les principaux hommes politiques francs-maçons de l'État dont le gouverneur George Wolf (en). Les accusés invoquèrent leur droit à ne pas témoigner contre eux-mêmes et lorsque Stevens insulta l'un d'eux, le parti mit fin à l'enquête du fait du scandale. À la suite de cet incident, l'antimaçonnisme disparut de Pennsylvanie et Stevens ne fut pas réélu même s'il poursuivit son opposition à l'ordre jusqu'à sa mort,.

### Défenseur de l'éducation
Dès son arrivée à Gettysburg, Stevens s'était engagé en faveur de l'éducation. À l'époque, aucun État en dehors de la Nouvelle-Angleterre ne fournissait d'éducation publique gratuite et universelle. En Pennsylvanie, l'éducation gratuite était limitée à Philadelphie tandis que dans le reste de l'État, les parents désirant que leurs enfants reçoivent une éducation sans devoir payer de frais de scolarité devaient jurer sur l'honneur qu'ils étaient pauvres. Stevens ouvrit sa grande bibliothèque privée au public et démissionna de son poste de président du conseil municipal en considérant que sa participation à la commission scolaire était plus importante. En 1825, il fut élu par les habitants du comté d'Adams au sein du comité de direction de l'université de Gettysburg en perte de vitesse. Il parvint à convaincre les électeurs de rembourser ses dettes et il la vendit à un séminaire luthérien ; elle reçut le droit de décerner des diplômes universitaires en 1831 sous le nom de Pennsylvania College et devint le Gettysburg College en 1921. Stevens céda un terrain à l'université pour qu'elle puisse s'agrandir et il resta au sein du comité de direction pendant de nombreuses années,,.

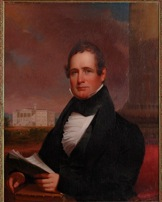
Portrait de Stevens par Jacob Eichholtz vers 1838

En avril 1834, Stevens travailla avec le gouverneur Wolf pour faire adopter une loi autorisant les comtés de l'État à se prononcer au sujet de l'éducation publique et des impôts nécessaires pour la financer. Gettysburg vota pour mais une pétition rassemblant des dizaines de milliers de signatures demanda l'abrogation de la loi. Le sénat de l'État adopta une loi en ce sens et beaucoup d'observateurs considéraient qu'elle serait votée par la chambre des représentants malgré l'opposition de Stevens. Lorsqu'il prit la parole le 11 avril 1835, il défendit le nouveau système éducatif en démontrant qu'il serait plus économique. Il déclara que ses opposants étaient motivés par l'avarice et qu'ils ignoraient les pauvres qu'ils voulaient confiner dans une classe inférieure,. Le texte fut rejeté et Stevens fut largement considéré comme le principal artisan de cette victoire même si Trefousse suggère que ce succès dut moins à son éloquence qu'à son influence associée à celle du gouverneur Wolf.

### Installation à Lancaster
En 1838, Stevens se représenta à la législature en espérant que si les derniers anti-maçons et le nouveau parti whig obtenaient une majorité, il pourrait être élu au Sénat des États-Unis car jusqu'en 1913 et l'adoption du 17e amendement, les sénateurs étaient élus par les législatures nationales. Au terme d'une campagne très virulente même selon les normes de l'époque, Stevens fut réélu à Gettysburg, un démocrate devint gouverneur tandis que les whigs prirent le contrôle du sénat ; la majorité à la chambre restait cependant indéterminée du fait des fraudes dans certaines circonscriptions de Philadelphie. Une émeute entre les partisans des deux camps éclata à Harrisburg mais les démocrates furent finalement déclarés vainqueurs. Stevens resta à la chambre des représentants jusqu'en 1842 mais l'incident lui coûta une grande partie de son influence politique car les whigs lui firent porter la responsabilité de la défaite ; ils étaient également réticents à confier trop de pouvoir à quelqu'un qui n'avait pas encore rejoint leur parti. Il continua néanmoins à défendre les politiques whigs et fit campagne pour l'ancien général William Henry Harrison en 1840. Même si Stevens avança par la suite que ce dernier lui avait promis un poste dans son administration, il n'en reçut aucun et son influence disparut quand le nouveau président mourut un mois après sa prise de fonction ; son successeur, le sudiste John Tyler, était en effet opposé à Stevens sur la question de l'esclavage,.
Même si Stevens était le principal juriste de Gettysburg, il avait contracté des dettes et il estima qu'il avait besoin de s'installer dans une ville plus grande pour pouvoir rembourser ses créditeurs. En 1842, Stevens déménagea à Lancaster qui était un bastion whig et antimaçonnique. Il gagna rapidement plus d'argent que tout autre juriste de la ville et remboursa rapidement ses dettes. Il y rencontra Lydia Hamilton Smith (en), une gouvernante mulâtresse avec qui il passa le reste de sa vie.

## Abolitionniste et congressiste

### Évolution d'opinions
Dans les années 1830, peu défendaient l'interdiction immédiate de l'esclavage. Le mouvement abolitionniste était encore jeune et manquait de représentants tels que William L. Garrison pour défendre ses idées. Les motivations de Stevens pour rejoindre ce combat font l'objet de débats entre ses biographes. En 1942, Richard Current proposa que c'était par ambition ; dans sa psychobiographie controversée de 1959, Fawn M. Brodie suggère qu'il s'identifia aux opprimés en raison de son handicap; dans son livre de 1997, Trefousse avança également que ses sentiments envers les opprimés renforcés par ses remords concernant l'affaire Butler v. Delaplaine y contribuèrent mais que l'ambition n'était probablement pas une motivation car les actions abolitionnistes de Stevens entravèrent plutôt sa carrière.

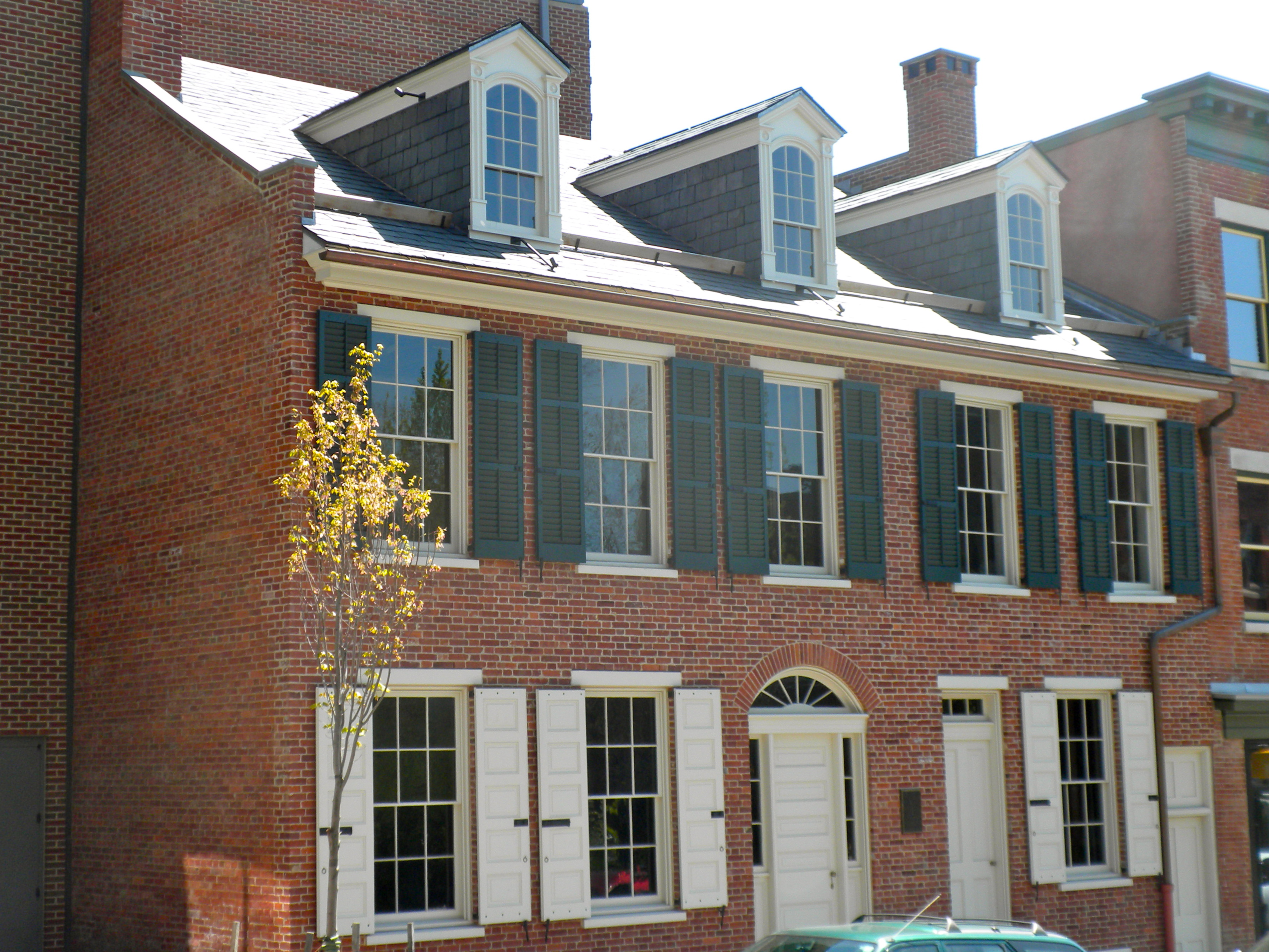
La résidence de Stevens à Lancaster

Stevens participa à l'assemblée constituante de Pennsylvanie en 1837 et combattit la suppression du droit de vote des afro-américains même s'il était prêt à accepter un suffrage censitaire. Selon l'historien Eric Foner, « lorsque Stevens refusa de signer la constitution de 1837 en raison de ses clauses électorales, il annonça son engagement en faveur d'une définition non-raciale de la citoyenneté américaine à laquelle il adhéra jusqu'à sa mort ». Après son installation à Lancaster, une ville non loin de la ligne Mason-Dixon marquant la frontière entre États esclavagistes et abolitionnistes, il participa au chemin de fer clandestin destiné à aider les esclaves se réfugiant au nord de cette ligne de démarcation. En 2003, des travaux de rénovation réalisés dans sa résidence de Lancaster ont mis au jour une citerne rattachée au bâtiment principal par un tunnel secret où se cachaient les esclaves en fuite,.
Jusqu'au début de la guerre de Sécession, Stevens déclara en public qu'il souhaitait la fin de l'esclavage et s'opposait à son expansion. Il ne cherchait cependant pas à y mettre un terme dans les États où il était pratiqué car la Constitution empêchait les interventions fédérales dans leurs affaires internes. Il soutint également les candidats esclavagistes whigs Henry Clay en 1844 et Zachary Taylor en 1848.

### Premier mandat au Congrès
En 1848, Stevens brigua le siège de représentant pour le 8e district congressionnel de Pennsylvanie. Il affronta une forte opposition durant la convention whig car certains délégués n'appréciaient pas sa posture sur l'esclavage et d'autres estimaient qu'il n'appartenait pas au parti depuis assez longtemps. Il remporta de justesse la nomination et les whigs furent victorieux au niveau national avec l'élection de Taylor à la présidence tandis que Stevens intégra le Congrès.
Lorsque le 31e Congrès commença ses travaux en décembre 1849, Stevens rejoignit d'autres abolitionnistes nouvellement élus comme Salmon P. Chase. Il se prononça contre le compromis de 1850, rédigé par le sénateur Henry Clay du Kentucky, visant à réduire les tensions entre États esclavagistes et abolitionnistes. Alors que les débats se poursuivaient, il déclara en juin : « J'abhorre ce mot de « compromis » quand il s'applique aux droits humains et constitutionnels ». Les différents éléments du compromis furent néanmoins adoptés dont le Fugitive Slave Act que Stevens jugeait particulièrement choquant. Alors que de nombreux Américains espéraient que la législation mettrait fin aux tensions entre le Nord et le Sud, Stevens annonça que le compromis serait « le terreau fertile de futures rébellion, désunion et guerre civile ».
Stevens fut facilement réélu en 1850 malgré les critiques des whigs favorables au compromis. En 1851, il fut l'un des avocats de la défense lors du procès de 38 afro-américains ; ces derniers étaient jugés pour leur implication dans les émeutes de Christiana au cours de laquelle un propriétaire d'esclaves fut tué alors qu'il tentait de récupérer ses serviteurs en fuite en vertu du Fugitive Slave Act. Les accusés furent acquittés pour absence de preuves et cette décision accrut la polarisation sur la question de l'esclavage et fit de Stevens l'un des abolitionnistes les plus en vue,.
Les relations de Stevens avec le parti whig continuèrent néanmoins à se détériorer. Il quitta le caucus whig en décembre 1851 lorsque ses collègues refusèrent de soutenir ses tentatives pour abroger certains éléments du compromis mais fit campagne pour le candidat malheureux du parti à la présidence en 1852, le général Winfield Scott. Du fait de ses opposants politiques et du mécontentement des électeurs de sa circonscription au sujet de sa posture abolitionniste et de sa participation au procès de Christiana, il avait peu de chance d'être nommé par le parti pour briguer sa réélection. Il chercha à mettre en avant un de ses partisans mais le choix de ce dernier fut rejeté par la convention.

### Know-Nothinget républicain
Sans fonctions officielles, Stevens se concentra sur son activité de juriste à Lancaster et devint l'un des avocats les plus éminents de l'État. Il resta néanmoins actif en politique et il rejoignit en 1854 le mouvement nativiste des Know Nothing. Comme les membres juraient de ne pas évoquer en public les délibérations du parti, et donc ne savaient rien d'où le nom anglais du mouvement, Stevens fut critiqué pour sa participation à une organisation aux règles semblables à celle des francs-maçons. En 1855, il intégra le parti républicain fondé l'année précédente sur des principes abolitionnistes. D'autres whigs rejoignirent également cette nouvelle formation dont William H. Seward de New York, Charles E. Sumner du Massachusetts et Abraham Lincoln de l'Illinois
Stevens fut délégué à la convention nationale républicaine de 1856 et défendit comme en 1832 le choix de John McLean. La nomination alla néanmoins à John C. Frémont et Stevens fit campagne en sa faveur face au candidat démocrate James Buchanan également originaire de Lancaster. Ce dernier arriva en tête en Pennsylvanie et remporta l'élection. L'impopularité du nouveau président et de son parti et les tensions provoquées entre autres par l'arrêt Scott v. Sandford poussèrent Stevens à envisager un retour au Congrès ; il fut facilement élu au grand dam des démocrates.

### Élection de 1860

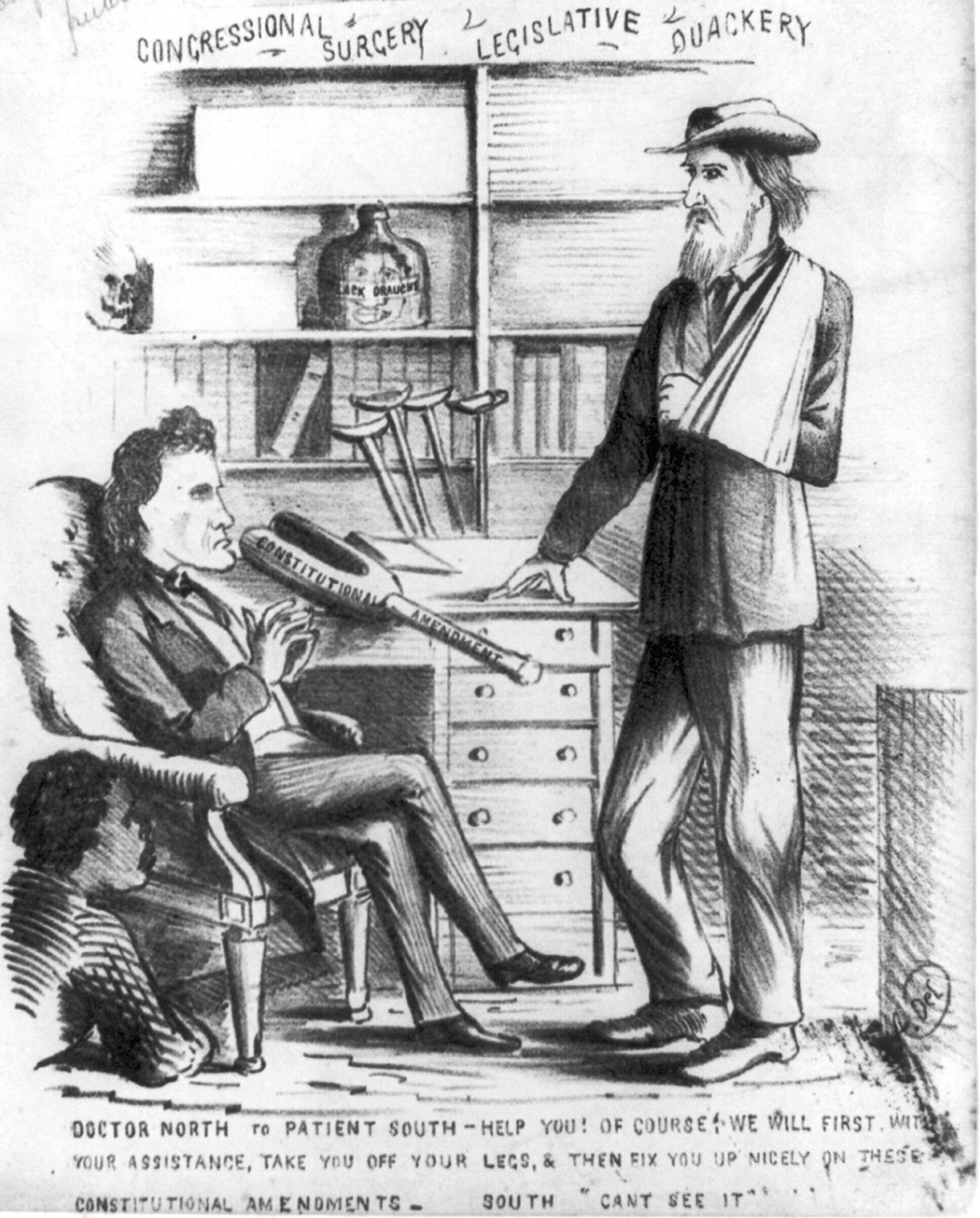
Caricature sudiste de Stevens en « docteur Nord » suggérant de couper la jambe (l'esclavage) du Sud.

Stevens revint au Congrès en décembre 1859 quelques jours après la pendaison de John Brown qui avait pris d'assaut un arsenal fédéral à Harpers Ferry en Virginie pour provoquer une insurrection des esclaves. Stevens critiqua alors ces actions violentes mais son opinion évolua par la suite vers une plus grande approbation. Les tensions et les divisions traversant la nation débordèrent dans la Chambre qui fut incapable d'élire un président pendant huit semaines. Stevens fut impliqué dans les violents échanges entre les deux camps et fut d'ailleurs menacé avec un couteau par le représentant William Barksdale du Mississippi.
Les démocrates étant incapables de désigner un unique candidat à la présidence, le candidat choisi par la convention républicaine à Chicago serait en bonne position pour remporter l'élection. D'importantes figures du parti comme Seward et Lincoln briguèrent la nomination mais Stevens continua à apporter son soutien à John McLean alors âgé de 75 ans. Au troisième tour, les délégués de Pennsylvanie rallièrent la candidature de Lincoln qui fut désigné au 3e tour. Comme les démocrates ne présentèrent personne face à Stevens dans son district, il était assuré d'être réélu et il fit campagne pour le candidat républicain dans tout l'État. Lincoln fut facilement élu mais cette victoire fut refusée dans les États du Sud en raison des positions abolitionnistes du président-élu ; les appels à la sécession se multiplièrent alors que Stevens avait minimisé cette menace durant la campagne,.
Le Congrès se rassembla en décembre 1860 alors que plusieurs États du Sud organisaient des conventions pour quitter l'Union. Stevens s'opposa fermement à toute initiative pour apaiser les sudistes tels que le compromis Crittenden qui aurait garanti l'esclavage dans les États du Sud sans possibilité d'abrogation. Malgré les protestations de Stevens, l'administration « lame duck » de Buchanan fit peu pour contrer les mouvements sécessionnistes au Sud, ce qui permit à une grande partie des ressources fédérales dans la région de tomber aux mains des rebelles. La sécession fut accueillie avec une certaine bienveillance par beaucoup de personnes, même au sein du mouvement abolitionniste, qui estimaient que le Sud devait être autorisé à quitter l'Union pacifiquement. Stevens n'était pas de cet avis et fut « indubitablement satisfait » le 4 mars 1861 quand Lincoln déclara dans son discours d'investiture qu'il allait « tenir, occuper et préserver les propriétés et les lieux appartenant au gouvernement [fédéral], ».

## Guerre de Sécession

### Esclavage
Lorsque les hostilités commencèrent en avril 1861, Stevens déclara que les Sudistes étaient des révolutionnaires qui devaient être écrasés par la force. Il estimait que le Sud avait quitté la protection de la Constitution en provoquant la guerre et que l'esclavage devrait être interdit dans les États-Unis réunifiés. Ses collègues partageant cette vision devinrent connus sous le nom de républicains radicaux par opposition aux conservateurs et aux modérés. Le président radical de la Chambre, Galusha Grow, nomma Stevens à la tête du comité des voies et moyens de la Chambre, une fonction qui lui donnait le contrôle sur les délibérations de l'assemblée.
En juillet 1861, Stevens obtint l'adoption d'un texte destiné à confisquer les biens, y compris les esclaves, de certains rebelles. En novembre, il introduisit une résolution pour émanciper tous les esclaves mais elle fut rejetée. L'esclavage fut néanmoins aboli dans le district de Columbia et dans les territoires. Stevens était exaspéré de voir que tout ce que Lincoln avait publiquement défendu était une émancipation graduelle dans les États frontaliers avec une indemnisation fédérale pour les propriétaires d'esclaves affranchis.
Les radicaux étaient frustrés par la lenteur avec laquelle Lincoln adopta leurs positions sur l'émancipation et Brodie écrivit que « Lincoln parvint rarement à suivre le rythme de Stevens même si les deux marchaient vers le même horizon radieux ». Les radicaux firent pression avec véhémence sur cette question et Lincoln commenta : « Stevens, Sumner et [le sénateur du Massachusetts] Wilson ne font que me tourmenter avec leurs exigences pour une proclamation d'émancipation. Ou que j'aille, ils sont à mes trousses et pourtant, j'ai l'intime conviction que l'heure [de la proclamer] n'est pas encore venue ». Même si Lincoln rédigea sa proclamation en juin et juillet 1862, rien ne filtra en dehors du Cabinet et le président ignora les appels radicaux jusqu'après la victoire nordiste à Antietam en septembre. Stevens utilisa largement cette Proclamation d'émancipation dans sa campagne de réélection. Lorsque le Congrès se réunit en décembre, Stevens poursuivit néanmoins sa critique des politiques présidentielles les qualifiant de « flagrantes usurpations méritant la condamnation de la communauté ».
Durant l'offensive sudiste au Nord qui culmina avec la bataille de Gettysburg en juillet 1863, les Confédérés envoyèrent à deux reprises des troupes à la propriété de Stevens à Caledonia Forge dans le comté de Franklin en Pennsylvanie. Ce dernier s'y trouvait pour superviser les opérations et fut évacué par ses ouvriers contre son gré. Le général Jubal Early pilla et vandalisa la propriété en déclarant que le Nord avait fait la même chose aux représentants du Sud et que Stevens était connu pour ses discours vindicatifs contre la Confédération. Quand on lui demanda s'il aurait emmené le représentant à la prison Libby (en) de la capitale sudiste de Virginie, Early répondit qu'il l'aurait pendu et aurait réparti ses ossements entre les différents États confédérés.
Stevens fit pression pour que le Congrès adopte un amendement constitutionnel abolissant l'esclavage. La proclamation d'émancipation était une mesure de temps de guerre, ne s'appliquait pas à tous les esclaves et pourrait être annulée par des tribunaux après le conflit tandis qu'un amendement empêcherait tout recours. Ce 13e amendement qui interdisait l'esclavage fut facilement adopté par le Sénat mais fut rejeté par la Chambre en juin 1864 ; une nouvelle présentation du texte ne fut pas réalisée de peur qu'il soit à nouveau refusé. Lincoln mena une campagne agressive en faveur de l'amendement durant la campagne présidentielle de 1864 et Stevens décrivit son discours sur l'état de l'Union de décembre comme « le plus important et le meilleur message au Congrès jamais donné lors des 60 dernières années ». Stevens mit fin aux débats sur le texte le 13 janvier 1865 et le représentant Isaac Arnold (en) de l'Illinois écrivit que « les citoyens et les soldats distingués occupaient tous les sièges pour entendre l'éloquent vieil homme parler d'une mesure qui parachevait quarante ans de lutte contre l'esclavage ».
L'amendement fut adopté de justesse notamment après de fortes pressions exercées par Lincoln lui-même et la promesse de récompenses politiques par William Bilbo, le conseiller du secrétaire d'État William H. Seward,. Stevens déclara que « la plus grande mesure du XIXe siècle fut adoptée grâce à la corruption, aidée et encouragée par l'homme le plus pur d'Amérique ». L'amendement fut finalement ratifié le 18 décembre 1865 et Stevens fit pression pour une interprétation large incluant des mesures de justice économique en plus de la fin formelle de l'esclavage,.
Après l'adoption du 13e amendement, le Congrès débattit des droits économiques des esclaves affranchis. Poussé par Stevens, il vota la création, sans lui accorder de fonds, du Bureau of Refugees, Freedmen and Abandoned Lands dont la mission était de créer des écoles et de distribuer « au plus 40 acres (16 ha) de terrains confédérés confisqués à chaque famille d'esclaves affranchis ».

### Financement du conflit

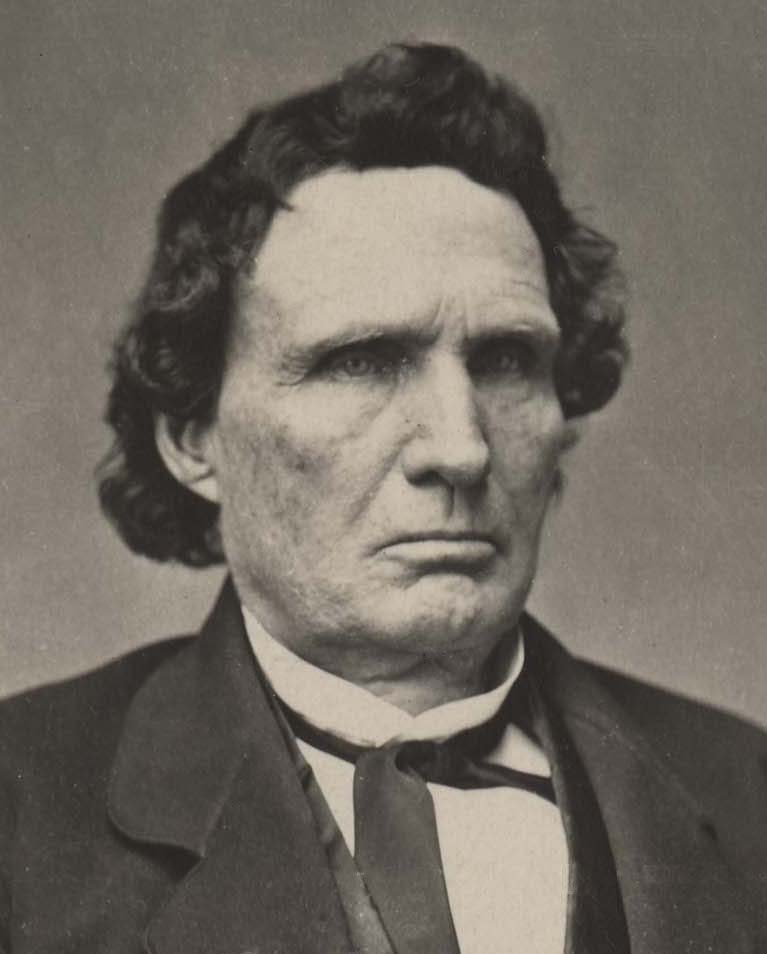
Stevens vers 1863

Stevens travailla étroitement avec l'administration Lincoln pour financer le conflit. Le jour de sa nomination à la tête du comité sur les voies et les moyens, il présenta une loi pour lancer un emprunt de guerre. Il fit rapidement adopter des législations pour payer les nouvelles recrues et autoriser le gouvernement à emprunter de l'argent. Pour éviter les tactiques dilatoires des partisans d'une paix immédiate avec la Confédération appelés Copperheads, il limita fortement la durée des débats à la Chambre, parfois jusqu'à moins d'une minute.
La loi fiscale adoptée le 1er juillet 1862 rend l'impôt sur le revenu plus progressif et crée un large éventail de taxes touchant notamment les biens luxueux (bijoux, voitures, etc.) et ceux associés au vice (jeux de hasard, tabac, alcool). La loi impose aussi des droits de timbre, taxe les médicaments et les publicités publiées dans les journaux, crée des licences pour de nombreuses professions et met en place des impôts sur les compagnies d'assurances, les banques et les industries. Il institue également le Département américain du fisc. Thaddeus Stevens souhaitait explicitement tirer plus de revenus de la part des gens prospères, tout en exemptant les pauvres et les travailleurs.
Il joua un rôle majeur dans l'adoption du Legal Tender Act de 1862 qui autorisait pour la première fois le gouvernement américain à émettre de la monnaie garantie uniquement par sa crédibilité et non par l'or ou l'argent. Les premières tentatives de financement, comme les obligations de guerre, ne rencontrèrent qu'un succès limité car il devint clair que le conflit allait se prolonger. En 1863, Stevens aida à l'adoption du National Banking Act (en) qui imposait aux banques de limiter leurs émissions monétaires au montant d'obligations fédérales qu'elles devaient détenir. Ce système de banques nationales perdura pendant un demi-siècle jusqu'à l'établissement de la Réserve fédérale en 1913.
Même si ces législations permettaient le paiement des obligations gouvernementales en papier monnaie, Stevens fut incapable de convaincre le Sénat d'accepter que les intérêts sur la dette nationale soient payés avec des greenbacks. Alors que la valeur de la monnaie s'effondrait, il fit campagne contre les spéculateurs sur le marché de l'or ; en juin 1864, il proposa avec le secrétaire du Trésor Salmon P. Chase, une loi pour interdire le commerce de l'or. Le texte fut adopté le même mois mais le chaos provoqué par la disparition d'un marché organisé de l'or entraîna un effondrement encore plus rapidement de la valeur de la monnaie papier. Sous pression des milieux économiques, le Congrès abrogea la loi le 1er juillet, douze jours après son adoption.

## Reconstruction
Alors que le Congrès débattait de la manière de réorganiser les États-Unis après le conflit, le statut des esclaves affranchis et des anciens Confédérés restait indéterminé,. Stevens déclara qu'il fallait une « réorganisation radicale des institutions, des habitudes et des manières sudistes ». Pour les radicaux, les États du Sud devaient être traités comme des territoires conquis sans droits constitutionnels. Lincoln estimait à l'inverse que seuls les individus, et non les États, s'étaient rebellés. En juillet 1864, Stevens pressa Lincoln de signer la loi Wade-Davis qui imposait qu'au moins la moitié des électeurs sudistes prête serment de loyauté à l'Union pour que les anciens États confédérés soient réadmis. Le président, qui avait défendu un texte plus clément ne demandant la loyauté que de 10 % des électeurs, mit son veto.
Stevens vota sans enthousiasme pour Lincoln à la convention du parti de l'Union nationale (en), une coalition de républicains et de démocrates favorables au conflit. Il aurait préféré reconduire le vice-président Hannibal Hamlin mais la convention se prononça pour le candidat de l'administration, le gouverneur militaire du Tennessee, Andrew Johnson, un démocrate sudiste qui avait été sénateur et gouverneur civil de l'État. Stevens fut outré par le ce choix et déclara : « Ne pouvez-vous pas trouver un candidat pour la vice-présidence sans aller dans une satanée province rebelle ? ». Il fit campagne pour le ticket Lincoln-Johnson qui fut élu et il fut également réélu au Congrès. Quand le Congrès apprit en janvier 1865 que Lincoln avait tenté de négocier avec les dirigeants confédérés, Stevens déclara que si le peuple américain pouvait revoter, il se prononcerait pour le général Benjamin Franklin Butler.

### Reconstruction présidentielle

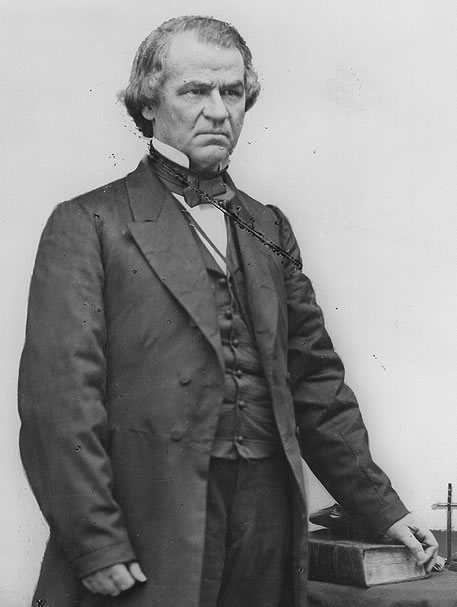
Le président Andrew Johnson et Stevens étaient en complet désaccord sur la politique de Reconstruction des États du Sud

Avant de quitter Washington après l'ajournement du Congrès en mars 1865, Stevens demanda en privé à Lincoln d'accroître la pression militaire sur le Sud même si le conflit se terminait. Il ne le revit jamais car le président fut assassiné le 14 avril par le sympathisant confédéré John Wilkes Booth. Stevens n'assista pas aux cérémonies quand le train funèbre s'arrêta à Lancaster prétendument pour des raisons de santé.
En mai 1865, le nouveau président Andrew Johnson commença ce qui fut appelé la « Reconstruction présidentielle » en reconnaissant le gouvernement provisoire de Virginie mené par Francis H. Pierpont (en). Il demanda aux anciens États confédérés d'organiser des conventions constituantes pour qu'ils puissent être réintégrés le plus rapidement possible dans l'Union et gracia de nombreux Confédérés. Il fit peu pour s'assurer du respect des nouveaux droits des afro-américains et s'opposa rapidement aux réformes foncières menées par le Bureau of Refugees. Ces actions ulcérèrent Stevens et les radicaux qui craignaient que les esclaves affranchis ne perdent la liberté économique et politique nécessaire à une émancipation durable. Ils poursuivirent leurs demandes pour un suffrage universel masculin et une réforme foncière profonde,.
Stevens écrivit à Johnson que ses politiques menaçaient le pays et qu'il devrait convoquer une session extraordinaire du Congrès dont la reprise n'était prévue qu'en décembre. Ses messages furent ignorés et il échangea avec les autres radicaux sur la manière de prendre le dessus sur le président lorsque les deux chambres se rassembleraient à nouveau. La Constitution accordait au Congrès le droit de juger si ses nouveaux membres avaient été correctement élus et Stevens voulait qu'aucun sénateur ou représentant du Sud ne soit autorisé à siéger. Il estimait que les anciens États confédérés ne devaient pas être réintégrés à l'Union avant que les droits des afro-américains ne soient solidement établis car le Congrès n'aurait alors aucun droit de regard sur leurs politiques internes.
Lors d'un discours qui fut largement relayé, Stevens expliqua à Lancaster en septembre ce qu'il voulait pour le Sud. Il proposa que le gouvernement confisque les propriétés des 70 000 plus grands propriétaires terriens ayant plus de 200 acres (81 ha). La majorité de ces terrains devait être redistribuée aux esclaves affranchis par parcelles de 40 acres ; le reste devrait être accordé à des loyalistes nordistes et sudistes ou conservé par le gouvernement. Selon lui, le plan du président allait permettre aux États sudistes d'envoyer d'anciens rebelles au Congrès qui pourraient ainsi annuler les acquis de la guerre.
À la fin de l'année 1865, les États du Sud organisèrent des conventions uniquement blanches et de nombreux anciens Confédérés furent élus au Congrès comme l'ancien vice-président confédéré, Alexander Stephens, désigné par la législature de Géorgie. Les violences contre les afro-américains se multiplièrent sans qu'aucune mesure ne soit prise pour y mettre fin et les nouvelles législatures adoptèrent les Black Codes privant les esclaves affranchis d'une grande partie de leurs droits civiques. Ces actions, vues comme des provocations au Nord, consternèrent Johnson et contribuèrent à ce que l'opinion nordiste se retourne contre lui.

### Reconstruction congressionelle
La santé de Stevens, qui avait alors plus de 70 ans, s'était détériorée et il était transporté partout dans une chaise spéciale. Lorsque le Congrès se réunit en décembre 1865, il s'arrangea avec le clerc de la Chambre pour que les noms des élus sudistes ne soient pas donnés lors de la présentation des membres de l'assemblée ; le Sénat fit de même. Le nouveau représentant de l'Ohio, Rutherford B. Hayes, commenta de Stevens : « Il est radical dans tous les domaines même si, j'ai entendu dire, qu'il ne croit pas à la pendaison. Il est un meneur ».
Alors que les responsabilités de la présidence du comité sur les voies et les moyens avaient été divisées, Stevens devint président de la commission de la Chambre sur les dépenses fédérales et conserva le contrôle sur les procédures de l'assemblée. Il se concentra sur des législations qui garantiraient les libertés promises par le 13e amendement récemment ratifié. Il proposa la création puis co-présida la commission sur la Reconstruction avec le sénateur William P. Fessenden du Maine. Cette entité enquêta sur les violences au Sud non seulement contre les afro-américains mais également contre les loyalistes de l'Union et les carpetbaggers désignant les nordistes s'étant installés au Sud après la fin de la guerre. Stevens déclara que « nos loyaux frères au Sud, qu'ils soient noirs ou blancs », demandent une protection urgente « contre les barbares qui les assassinent maintenant chaque jour ».

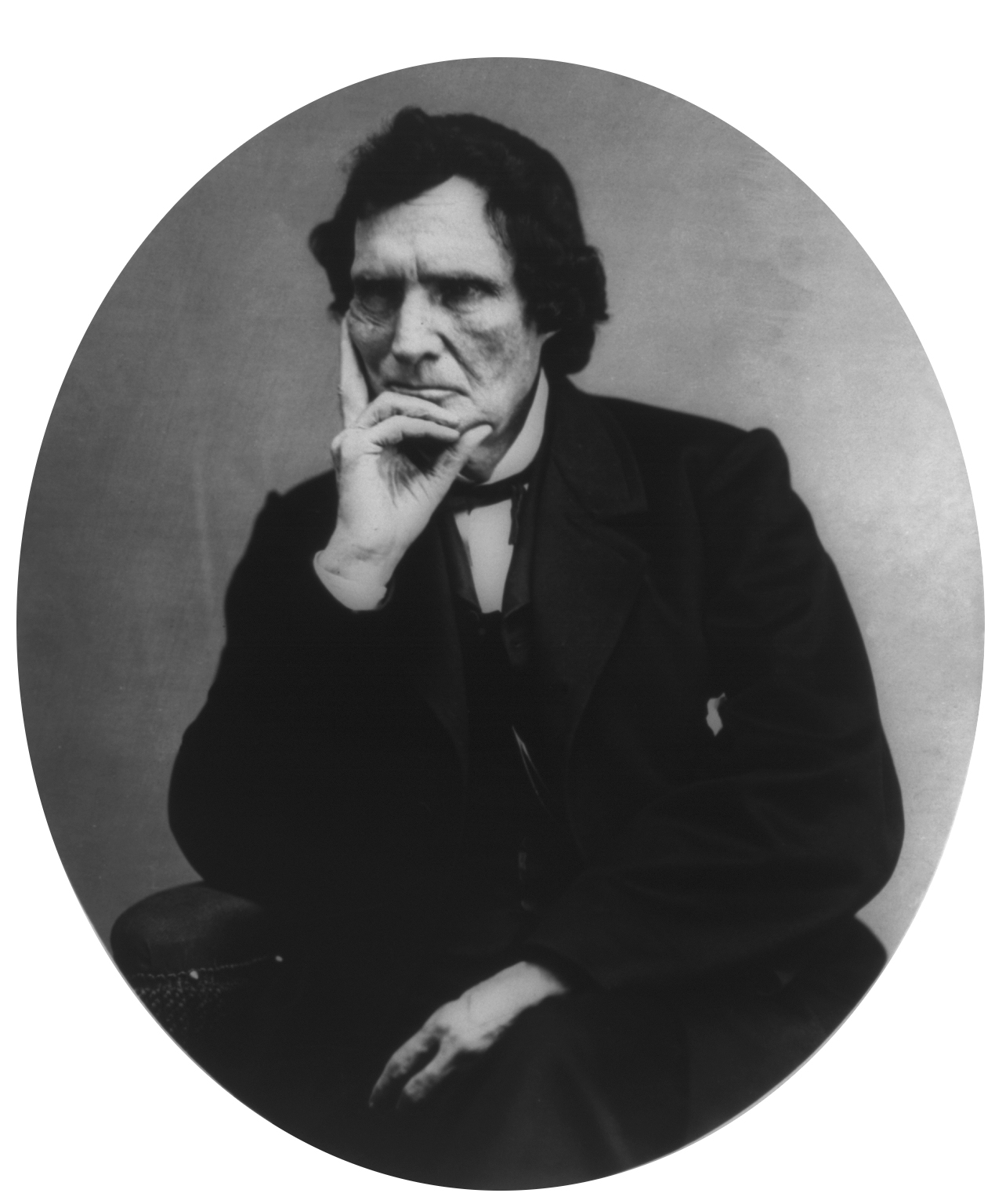
Stevens à une date inconnue

La commission commença également la rédaction de ce qui devint le 14e amendement ; Stevens avait préparé des brouillons dès décembre 1865 avant même que le comité n'ait été formé. En janvier 1866, un sous-comité comprenant Stevens et le représentant John Bingham de l'Ohio proposa deux amendements : le premier accordait au Congrès le pouvoir de faire appliquer l'égalité des droits pour tous les citoyens et le second abrogeait explicitement les lois discriminatoires. Stevens estimait que la Déclaration d'indépendance et les lois organiques contraignaient déjà le gouvernement fédéral à respecter ces principes mais qu'un amendement était nécessaire pour permettre leur application au niveau des États. La résolution servant de base à ce qui devint le 14e amendement fut vidée de sa substance durant son passage devant le Congrès et lors du débat de clôture, Stevens déclara que ces changements avaient brisé le rêve d'une vie d'une égalité pour tous les Américains,. Indiquant néanmoins qu'il vivait parmi les hommes et non parmi les anges, il soutint l'adoption de cet amendement de compromis. Il avança également que « quarante acres et une maison sont plus importants [pour les afro-américains] que le droit de vote immédiat ».
Lorsque le sénateur Lyman Trumbull de l'Illinois introduisit une législation pour élargir les prérogatives du Bureau of Refugees, Stevens qualifia le texte de « vol » car il ne prévoyait pas suffisamment de dispositions pour mener une réforme foncière ou protéger les biens des esclaves affranchis accordés lors de l'occupation militaire du Sud. Johnson mit son veto en critiquant la constitutionnalité du Bureau et son coût,. Le Congrès ne parvint pas à annuler son veto en février mais il adopta une loi similaire cinq mois plus tard. Stevens critiqua ce Southern Homestead Act de 1866 en avançant que les mauvaises terres rendues disponibles par le texte ne permettraient pas de soutenir l'indépendance financière des familles afro-américaines.
Le Congrès annula le veto présidentiel sur le Civil Rights Act de 1866 également présenté par Trumbull pour accorder la citoyenneté et l'égalité devant la loi aux afro-américains tout en empêchant les États de prendre des mesures inverses. Johnson aggrava les relations entre le Congrès et lui en accusant Stevens, Sumner et Wendell Phillips d'essayer de détruire le gouvernement. Après l'ajournement du Congrès en juillet, la campagne pour les élections de mi-mandat commença et Johnson entama une tournée du pays en train ; il donna des discours hostiles aux radicaux mais rassembla peu de soutiens et ses échanges virulents avec des agitateurs furent jugés indignes de la présidence. De son côté, Stevens fit campagne pour une politique ferme dans le Sud d'autant plus que des afro-américains et des loyalistes de l'Union furent attaqués par des foules, parfois avec l'aide de la police, à Memphis et à La Nouvelle-Orléans. L'élection fut un large succès pour les républicains qui disposaient à présent d'une majorité des deux tiers dans les deux chambres du Congrès et Stevens fut réélu.

### Reconstruction radicale

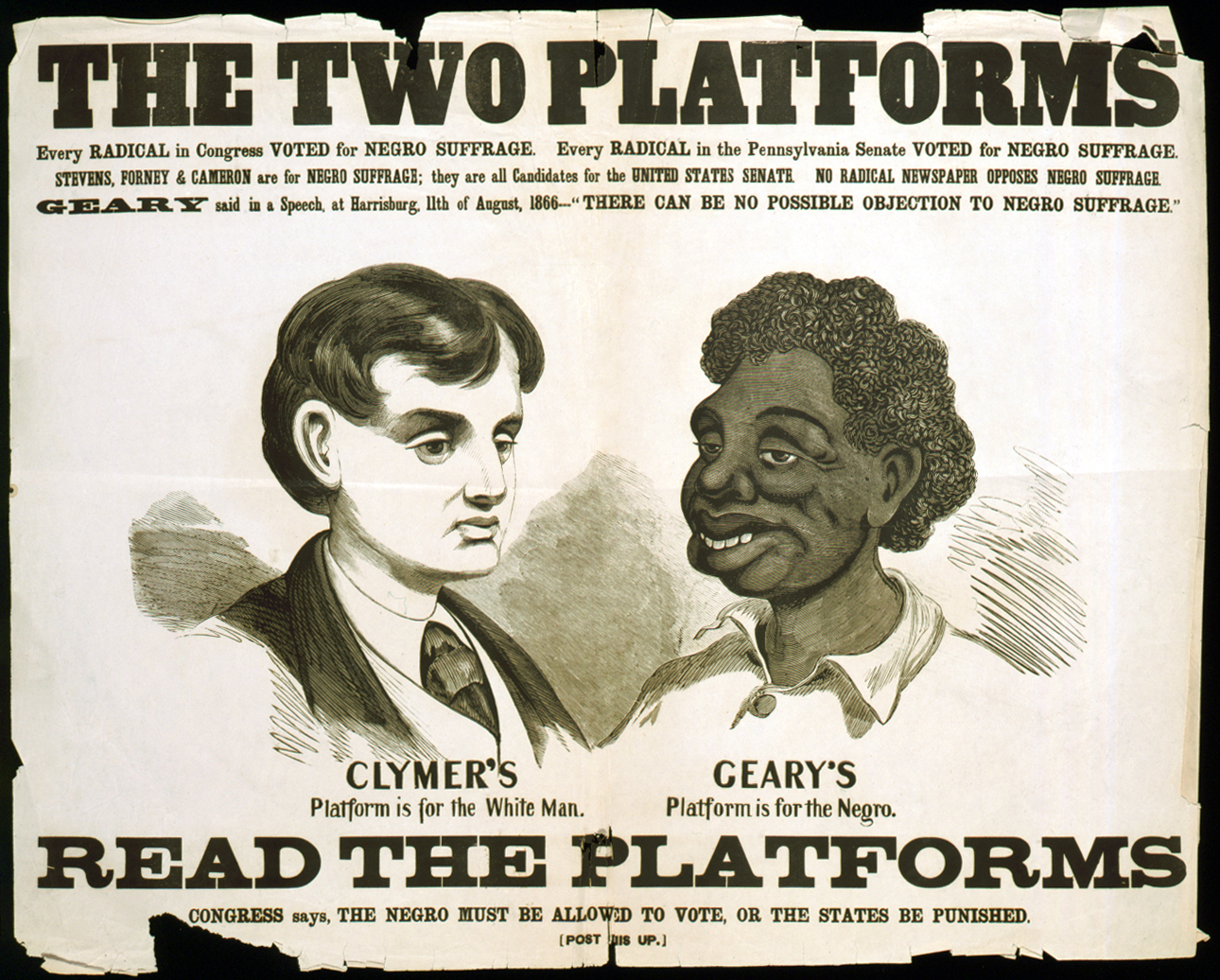
Affiche électorale sudiste de 1866 en faveur du suprémaciste blanc Hiester Clymer indiquant que tous les radicaux du Congrès tels que Stevens ont voté pour le droit de vote du nègre.

En janvier 1867, Stevens introduisit une législation afin de diviser le Sud en cinq districts militaires gouvernés par des généraux ayant le pouvoir d'outrepasser les décisions les autorités civiles. Ces entités devaient superviser l'organisation d'élections pour tous les hommes quelle que soit leur couleur de peau hormis ceux qui s'étaient rebellés contre le gouvernement, soit la plus grande partie de sudistes blancs. Les États devaient rédiger de nouvelles constitutions, soumises à approbation du Congrès, et organiser des élections pour les fonctions officielles ; les délégations sudistes n'avaient également pas le droit de siéger au Congrès avant la ratification du 14e amendement par leurs législatures. Cette organisation permit à une coalition républicaine d'esclaves affranchis, de carpetbaggers et de sudistes coopérants surnommés scalawags par les anciens Confédérés de prendre le pouvoir dans la plupart des États du Sud. Les législatures ratifièrent le 14e amendement qui devint partie intégrante de la Constitution le 9 juillet 1868.
Le Tenure of Office Act fut un autre texte présenté par Stevens. Il était destiné à empêcher Johnson de limoger les membres de son Cabinet dont la nomination avait été approuvée par le Congrès sans l'accord de ce dernier. Le texte était néanmoins ambigu car il pouvait être compris comme protégeant uniquement les personnes durant le mandat du président qui les avait nommés et la plupart des personnes que les radicaux voulaient protéger avaient été nommés par Lincoln. Le premier d'entre eux, le secrétaire à la Guerre Edwin M. Stanton était d'ailleurs lui-même un radical.
Sous l'impulsion de Stevens, la Chambre des représentants adopta un texte pour donner le droit de vote aux afro-américains du district de Columbia ; la législation fut approuvée par le Sénat et le veto de Johnson fut annulé. Il présenta également une loi pour maintenir deux régiments de cavalerie composés de soldats noirs malgré la réduction des effectifs militaires après la fin de la guerre de Sécession. Son soutien aux afro-américains s'étendit également aux amérindiens et il s'opposa une loi prévoyant de placer les réserves indiennes sous la juridiction des États en considérant que ces derniers avaient souvent abusé de leurs pouvoirs envers les tribus. Ses opinions expansionnistes le poussèrent à soutenir le développement du réseau ferroviaire.

## Impeachmentde Johnson

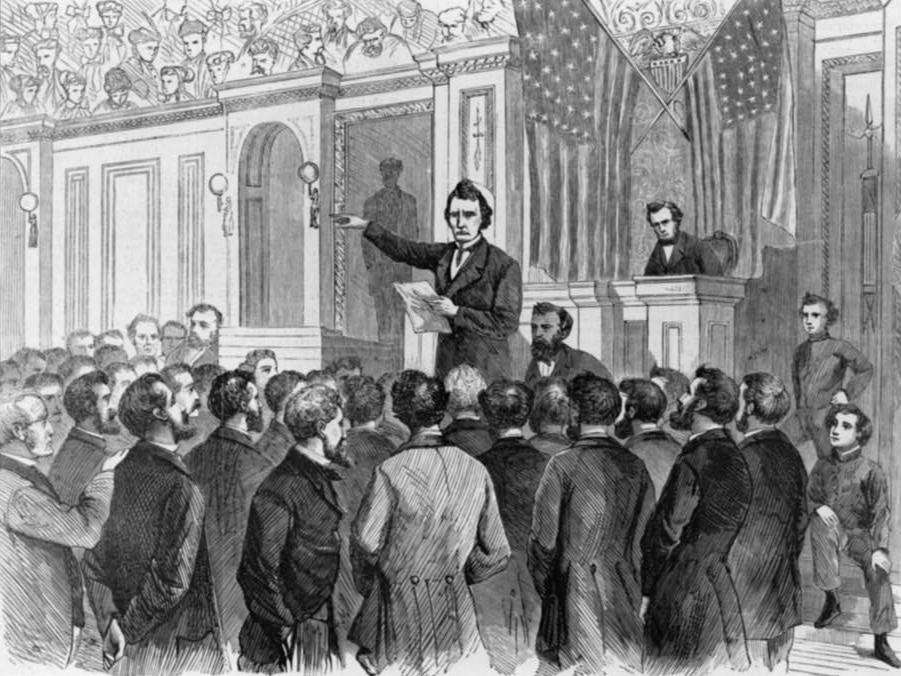
Xylographie du journal Harper's Weekly sur le discours final de Stevens devant la Chambre

Le nouveau Congrès qui se réunit le 4 mars 1867 n'était pas aussi agressif dans son opposition à Johnson que ce que Stevens avait espéré. Malgré l'ajournement rapide de l'assemblée, son comité judiciaire resta actif et organisa des auditions pour déterminer si une procédure d'impeachment (« destitution ») à l'encontre du président devait être lancée. Stevens était très favorable à cette procédure mais beaucoup de ses collègues étaient plus réticents d'autant plus que le sénateur Benjamin Wade de l'Ohio fut élu président du Sénat, une fonction qui le plaçait, en l'absence de vice-président, en second dans l'ordre de succession présidentiel. Wade était en effet un radical dont les idées sur le droit de vote des femmes et sur la redistribution des richesses étaient particulièrement extrêmes pour l'époque ; Karl Marx fut tellement impressionné par l'un de ses discours qu'il le mentionna dans la première édition allemande du Capital,. La perspective de son accession au pouvoir inquiéta même les opposants de Johnson mais Stevens continuait de défendre l'idée d'une destitution. Malgré cela, il travailla avec l'administration sur des sujets comme l'achat de l'Alaska et il demanda au secrétaire d'État Seward de chercher d'autres territoires à acquérir.
Une grande partie du cabinet de Johnson le soutenait mais ce n'était pas le cas du secrétaire à la Guerre Edwin M. Stanton qui, avec le général de l'Armée et héros de guerre Ulysses S. Grant, travaillait à saper les politiques de Reconstruction du président. Johnson respectait les lois que le Congrès avait votées, parfois malgré son veto, même s'il s'efforçait de les interpréter contrairement à leur esprit. Quand Stanton refusa de démissionner malgré les demandes de Johnson, ce dernier le suspendit de ses fonctions comme cela était autorisé par le Tenure of Office Act et le remplaça par le Grant. À l'approche des élections de l'automne, les républicains firent campagne sur la question du droit de vote des afro-américains mais cela irrita de nombreux électeurs qui se tournèrent vers les démocrates. Même si aucun siège au Congrès n'était en jeu, un référendum dans l'Ohio vit le rejet d'un texte sur le droit de vote des afro-américains et les électeurs donnèrent la majorité aux démocrates à la législature de l'État, ce qui signifiait que Wade ne serait pas réélu à la fin de son mandat en 1869.

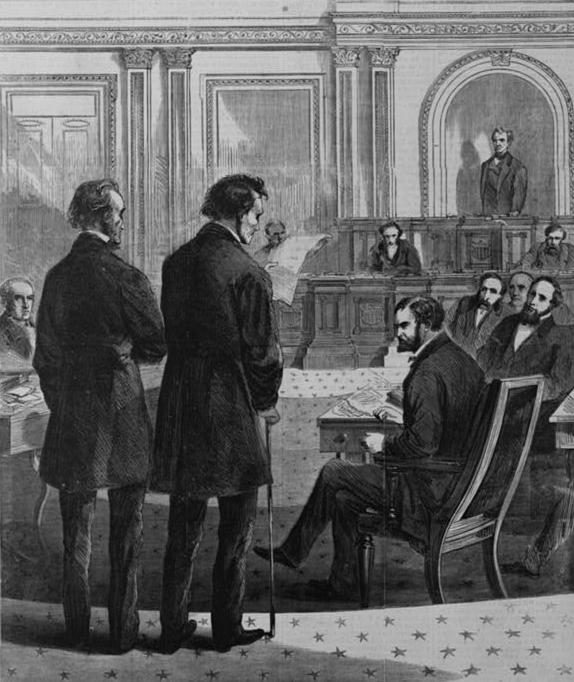
Dessin paru dans le journal Harper's Weekly montrant Stevens (à droite) et John Bingham informant officiellement le Sénat du lancement de la procédure de destitution contre Johnson.

À la reprise de la session parlementaire en décembre, le comité judiciaire vota par 5 voix contre 4 pour lancer la procédure de destitution mais la Chambre s'y opposa. Le 13 janvier 1868, le Sénat annula la suspension de Stanton qui réintégra le Cabinet. Malgré cela, Johnson limogea à nouveau le secrétaire à la Guerre le 21 février et nomma le général Lorenzo Thomas à sa place,. Cette décision mit Washington en effervescence et à la Chambre, Stevens harangua ses collègues en déclarant : « Ne vous l'avais-je pas dit ? Quel résultat a eu votre modération ? Si vous ne tuez pas la bête, c'est elle qui vous tueras ». Il conclut les débats par une nouvelle demande de destitution le 24 février même si santé déclinante l'empêcha de terminer son discours qui fut achevé par un huissier. Il accusa Johnson d'usurper les pouvoirs des autres branches du gouvernement et d'ignorer la volonté du peuple. Il ne nia pas que la procédure de destitution était une affaire politique mais pour lui, « cela ne sera pas le triomphe temporaire d'un parti politique car ses conséquences se feront sentir jusqu'à ce que tout le continent soit rempli d'hommes libres et sans entraves, ». La Chambre vota par 126 voix contre 47 pour destituer le président.
Stevens mena la délégation de représentants qui se rendit le lendemain au Sénat pour l'informer de la procédure même s'il dut être amené par ses porteurs jusqu'à l'entrée de l'assemblée. Bien qu'élu au sein du comité chargé de rédiger les articles d'accusation, son état l'empêcha d'y prendre une part importante. Mécontent des propositions, il suggéra la création de ce qui devint l'article XI résumant tous les actes d'accusation contre Johnson comme sa violation du Tenure of Office Act et son non-respect des lois sur la Reconstruction. Stevens fut l'un des procureurs élu par la Chambre pour participer au procès. Le New York Herald le décrivit comme ayant « le visage de la couleur d'un cadavre et des lèvres tremblantes… une apparition étrange et surnaturelle - une protestation silencieuse de la tombe… l'incarnation même du fanatisme sans une once de justice ou de pitié… la Némésis vengeresse de son parti - l'ennemi juré et implacable de l'Exécutif de la Nation ».

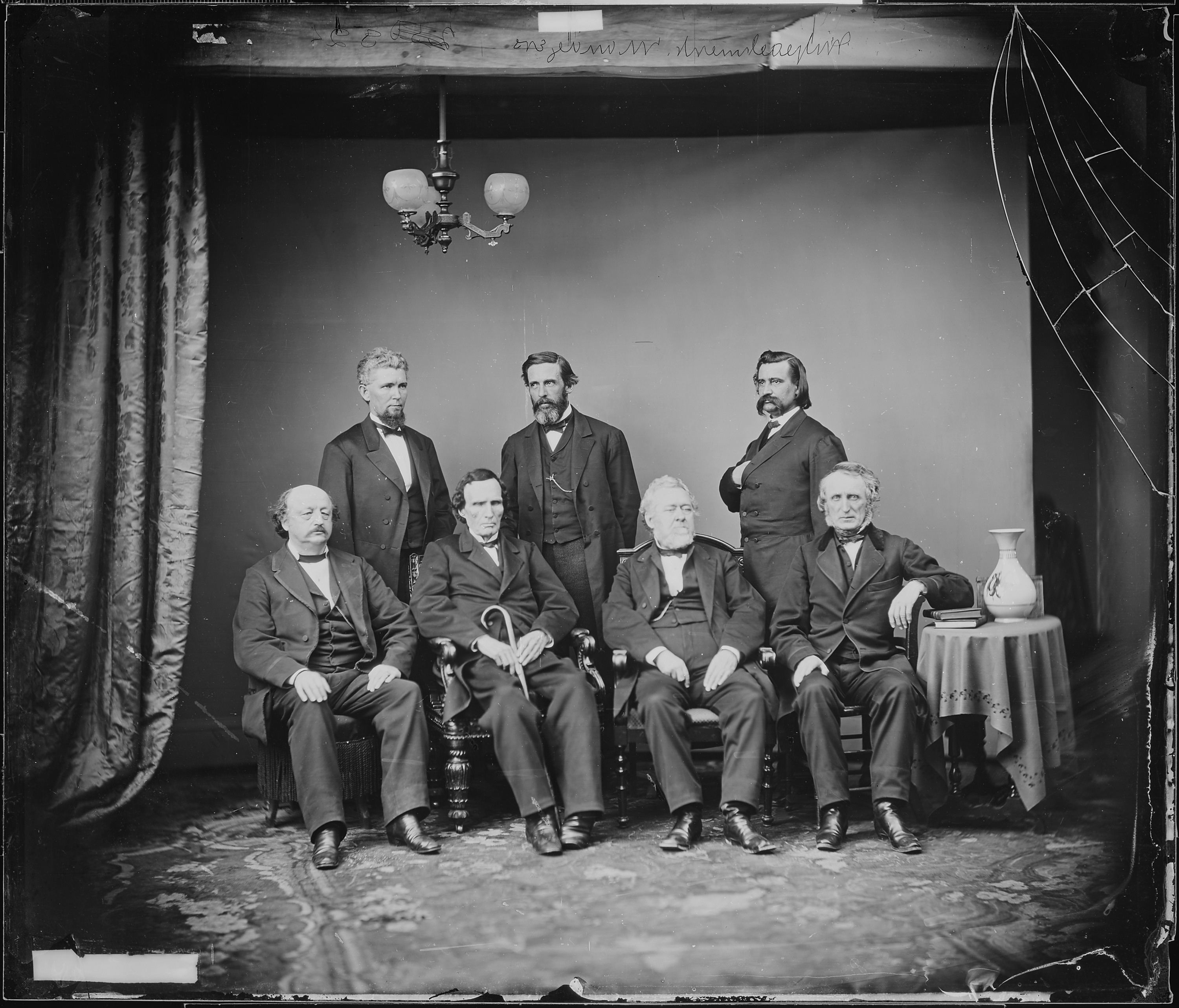
Photographie du comité de la Chambre chargé de préparer la procédure de destitution.
De gauche à droite, 1er rang : Benjamin F. Butler, Thaddeus Stevens, Thomas Williams et John Bingham.
2e rang :, George S. Boutwell et John A. Logan.

De plus en plus malade, Stevens participa peu au procès où le principal procureur était Benjamin F. Butler du Massachusetts. Il ne parla que deux fois avant de réaliser le discours de clôture des délégués de la Chambre le 27 avril. Sa voix fut cependant de plus en plus faible et il laissa Butler lire la deuxième partie de son allocution,. Pour la plupart des radicaux, la condamnation et la destitution de Johnson faisait peu de doutes mais Stevens était moins certain de cette issue car le juge en chef Salmon P. Chase avait rendu des jugements favorables à la défense et il estimait peu probable que les républicains maintiennent un front uni. Le 11 mai, une séance à huis clos fut organisée et les sénateurs donnèrent des discours expliquant la manière dont chacun souhaitait voter. Tous les démocrates s'opposèrent à la destitution mais un nombre plus élevé que prévu de républicains défendit l'acquittement sur un ou plusieurs articles d'accusation. Après avoir évalué la situation, les procureurs réalisèrent que leur meilleure chance d'obtenir la majorité des deux tiers nécessaire à la condamnation de Johnson était l'article XI et ce fut celui-ci qui fut présenté en premier pour le suffrage final. Le suspense disparut le 16 mai quand le sénateur Edmund G. Ross du Kansas, jusque-là indécis, se prononça pour l'acquittement. L'article XI fut finalement rejeté à une voix près à 35 voix contre 19. Dans l'espoir qu'un délai permettrait d'obtenir un résultat différent, les républicains ajournèrent le Sénat pendant dix jours. Stevens fut porté dans sa chaise hors du Congrès ; un observateur rapporta qu'il était « vert de rage et de déception » et quand il vit ceux célébrer le résultat à l'extérieur, il s'exclama « le pays descend en enfer, ».

## Mort
Durant l'ajournement du procès, les républicains organisèrent leur convention à Chicago et désignèrent Ulysses S. Grant pour briguer la présidence. Stevens n'assista à ce rassemblement mais fut déçu par l'absence de la question du suffrage des afro-américains dans le programme électoral du fait de l'affaiblissement de l'influence des radicaux. Lorsque le Sénat se réunit à nouveau, il rejeta les articles II et III par le même résultat de 35 voix contre 19 et Chase prononça l'acquittement de Johnson. Stevens ne renonça pas à son objectif de renvoyer le président et en juillet, il rédigea plusieurs nouveaux articles que la Chambre refusa d'adopter. Il présenta une loi visant à diviser le Texas en plusieurs États pour accroître le nombre de sénateurs républicains favorables à la destitution. Le texte fut rejeté et le New York Herald écrivit qu'« il est lamentable de voir ce vieil homme, avec un pied dans la tombe, poursuivre le président avec un tel esprit de vengeance ». Stevens envisageait néanmoins de soulever à nouveau la question de la destitution à la reprise de la session parlementaire à la fin de l'année 1868.
Brodie suggère que seule sa haine de Johnson empêchait Stevens de sombrer dans le désespoir, conscient qu'il était de la poursuite des violences contre les afro-américains dans le Sud menées entre autres par le Ku Klux Klan. Plusieurs États sudistes avaient été réintégrés dans l'Union et les meurtres et les intimidations aidèrent les démocrates à imposer un pouvoir blanc. Avec des républicains réticents à soutenir le droit des votes des afro-américains et des démocrates qui y étaient clairement opposés, Stevens craignait qu'une victoire de ces derniers n'entraîne le retour de l'esclavage. Il dit à son collègue Alexander McClure de Pennsylvanie : « Ma vie a été un échec. Malgré toutes ces grandes luttes pendant des années à Washington et le sacrifice inquiet de vie et d'argent, je vois peu d'espoir pour la République ». Lorsqu'un journaliste lui demanda un entretien pour retracer sa vie, Stevens répondit : « Je n'ai pas d'histoire. Mon regret persistant est d'avoir vécu si longtemps et si inutilement ».

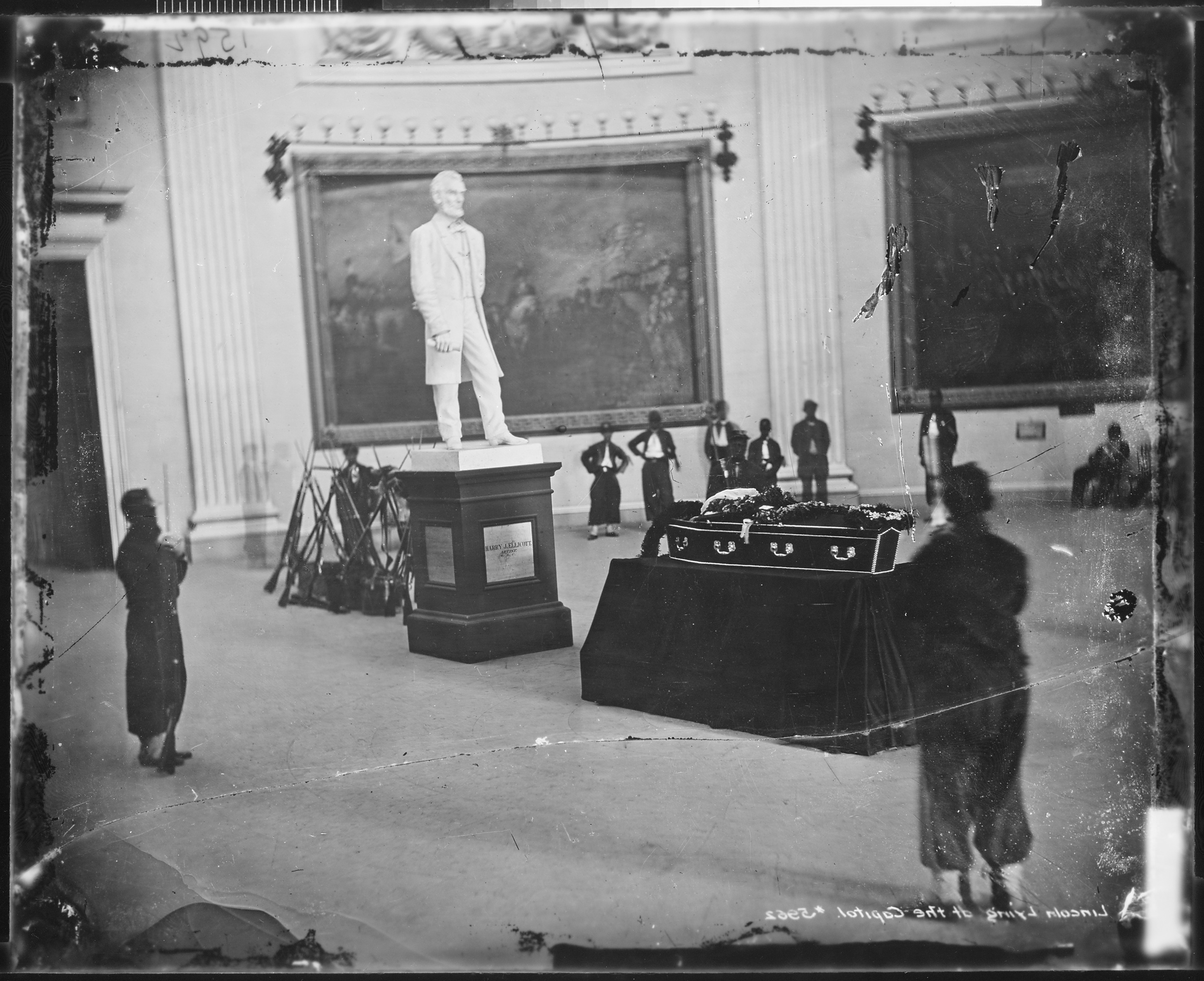
Cercueil de Stevens dans la rotonde du Capitole

À l'ajournement du Sénat en juillet, Stevens resta à Washington car il était trop malade pour rentrer en Pennsylvanie. Il souffrait de maux d'estomacs et d'œdèmes aux pieds et après le début du mois d'août, il fut incapable de quitter sa maison. Il reçut cependant plusieurs visiteurs et prédit correctement à son ami et ancien étudiant Simon Stevens (aucun lien de parenté) que Grant remporterait l'élection. Dans l'après-midi du 11 août, son médecin l'avertit qu'il ne passerait probablement pas la nuit. Sa compagne et gouvernante Lydia Hamilton Smith, ses neveux et des amis le rejoignirent ainsi que deux pasteurs noirs. Il suça des glaçons pour apaiser la douleur et ses derniers mots furent pour en avoir plus. Il mourut dans la nuit du 11 août 1868.
Le président Johnson ne fit aucune déclaration et ne publia aucun communiqué à l'annonce de la mort de son ennemi. Les réactions des journaux furent marquées par les lignes partisanes mais certains articles étaient équilibrés. Le Post de Detroit nota que « si mourir auréolé des plus nobles honneurs… et assuré du respect du monde… est une fin répondant aux ambitions d'une vie bien utilisée alors le vétéran radical peut reposer avec le plus noble des pères dans un sommeil comblé ». Le The New York Times indiqua que Stevens avait « discerné l'opportunité de l'émancipation et l'avait demandé bien avant que M. Lincoln ne délivre sa proclamation » mais qu'après la guerre, « sur le sujet de la Reconstruction, M. Stevens doit être considéré comme le mauvais génie du parti républicain ». À l'inverse, le Planter's Banner de Franklin en Louisiane se réjouit que « les prières des justes ont finalement eu raison du fléau congressionel ! Puisse les flammes de sa nouvelle fournaise ne jamais s'éteindre ! ».

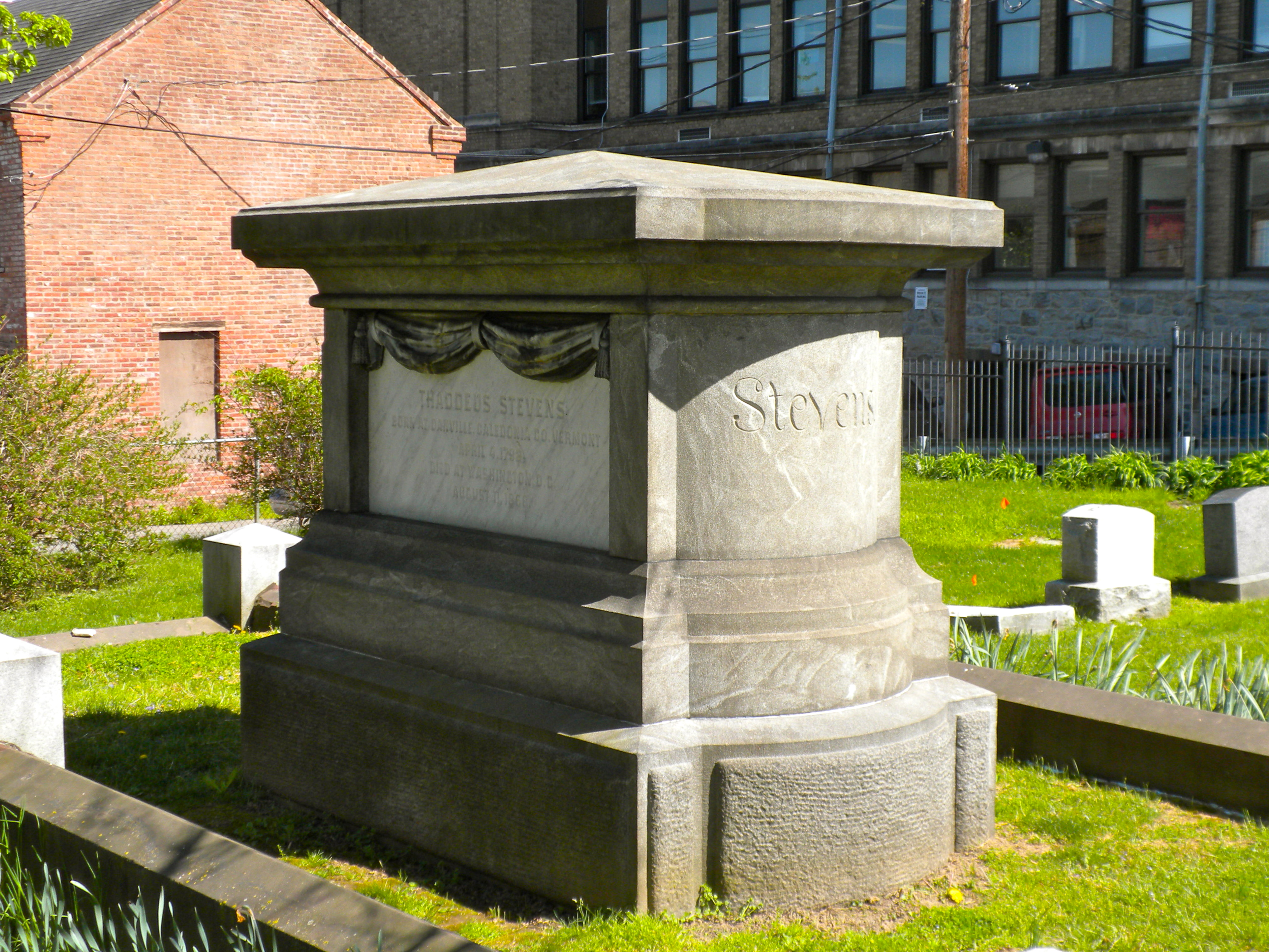
Photographie de la tombe de Stevens à Lancaster

La dépouille de Stevens fut transportée depuis sa maison jusque dans la rotonde du Capitole par des porteurs blancs et noirs et des milliers de personnes défilèrent devant son cercueil encadré par des soldats afro-américains; il fut le troisième, après Henry Clay et Abraham Lincoln, à recevoir un tel honneur. Après une cérémonie religieuse, son corps fut emmené par train jusqu'à Lancaster et il fut inhumé dans le Shreiner's Cemetery qui ne faisait aucune distinction de couleur même si à ce moment, un seul afro-américain y reposait. Les habitants de son district présentèrent à titre posthume sa candidature et élurent son ancien étudiant, Oliver J. Dickey (en), pour lui succéder. À la reprise de la session parlementaire en décembre 1868, de nombreux discours furent donnés en son honneur.

## Vie privée

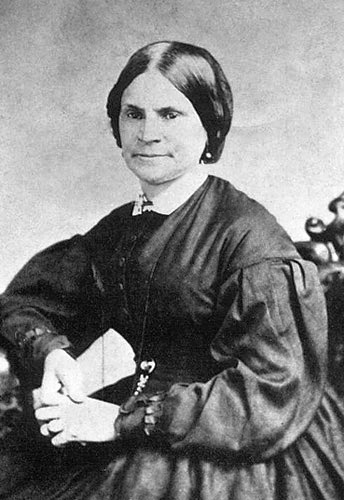
Lydia Hamilton Smith probablement avant 1868

Stevens ne s'est jamais marié mais la nature de sa relation avec Lydia Hamilton Smith fait l'objet de débats,. Elle était une quarteronne à la peau claire qui avait quitté son mari avec qui elle avait eu deux fils en 1848 et s'était installée à Lancaster ; la même année, elle entra au service de Stevens et le resta jusqu'à sa mort en 1868.
La nature romantique de cette relation a été avancée par la presse démocrate, notamment dans le Sud, et la venue de Smith à Washington en 1859 où elle s'occupa des tâches ménagères de Stevens n'a rien fait pour stopper les rumeurs. Dans l'unique lettre connue de Stevens à sa domestique, il s'adresse à elle comme à Mme Lydia Smith. Il insista pour que ses neveux et nièces s'adressent à elle de la même manière, une marque de respect très rare pour l'époque envers une domestique afro-américaine.
En ce qui concerne la nature sexuelle de leur relation, Brodie renvoie à une lettre de 1868 dans laquelle Stevens se compare à Richard M. Johnson, vice-président de Martin Van Buren, qui vécut ouvertement avec une série de maîtresses esclaves afro-américaines. Son élection en 1836 alors même que ce fait était connu du public est amèrement rappelé par Stevens qui n'est jamais parvenu à être désigné pour le Sénat ou à obtenir un poste dans le Cabinet.
À la mort de Stevens, Smith était à ses côtés et selon le testament, elle fut autorisée à choisir entre une pension annuelle de 500 dollars (environ 7 500 dollars de 2013) ou un paiement unique de 5 000 dollars ainsi qu'à emporter tous les meubles qu'elle désirait. Avec cet héritage, elle acheta la résidence de Stevens où elle avait vécu de nombreuses années. En tant que catholique, elle choisit d'être inhumée dans un cimetière de la même religion mais elle laissa de l'argent pour entretenir la sépulture de son ancien employeur.
Stevens prit la garde de deux de ses neveux, Thaddeus (souvent appelé « Thaddeus Jr. ») et Alanson Joshua Stevens dont les parents étaient morts dans le Vermont. Alanson travailla dans le cabinet de son oncle et il fut tué lors de la bataille de Chickamauga en 1863 alors qu'il était capitaine d'une batterie d'artillerie. Après des études de droit au Dartmouth College, Thaddeus Jr. intégra lui aussi le cabinet de son oncle et fut nommé prévôt de Lancaster.

## Héritage
Le biographe de Stevens, Richard N. Current note que pour « découvrir ce qui motivait réellement le personnage, l'historien doit solliciter l'aide conjointe de deux experts extérieurs à la profession : un psychanalyste et un spiritualiste ». Les évaluations historiques de Thaddeus Stevens ont grandement changé depuis sa mort et ont d'une certaine manière évolué à l'inverse de celles d'Andrew Johnson. Les premiers travaux biographiques ont été rédigés par des personnes qui l'ont connu et ils reflètent leurs préjugés. Les études réalisées au tournant du XXe siècle par Samuel W. McCall en 1899 et James Albert Woodburn en 1913 donnèrent une vision favorable du personnage présenté comme un homme sincère et motivé par la défense de ses principes moraux. L'historien afro-américain du début du XXe siècle, W. E. B. Du Bois présenta Stevens comme un « représentant des gens ordinaires et un fervent soutien de la démocratie ». L'historien et lauréat du prix Pulitzer James Ford Rhodes ajouta que si sa « profonde sympathie » pour les afro-américains « venait droit de son cœur », il montra également de la « férocité envers le Sud » et était « amer et vindicatif ». Cette vision d'un Stevens vengeur est apparue durant la Reconstruction et a persisté une grande partie du XXe siècle.

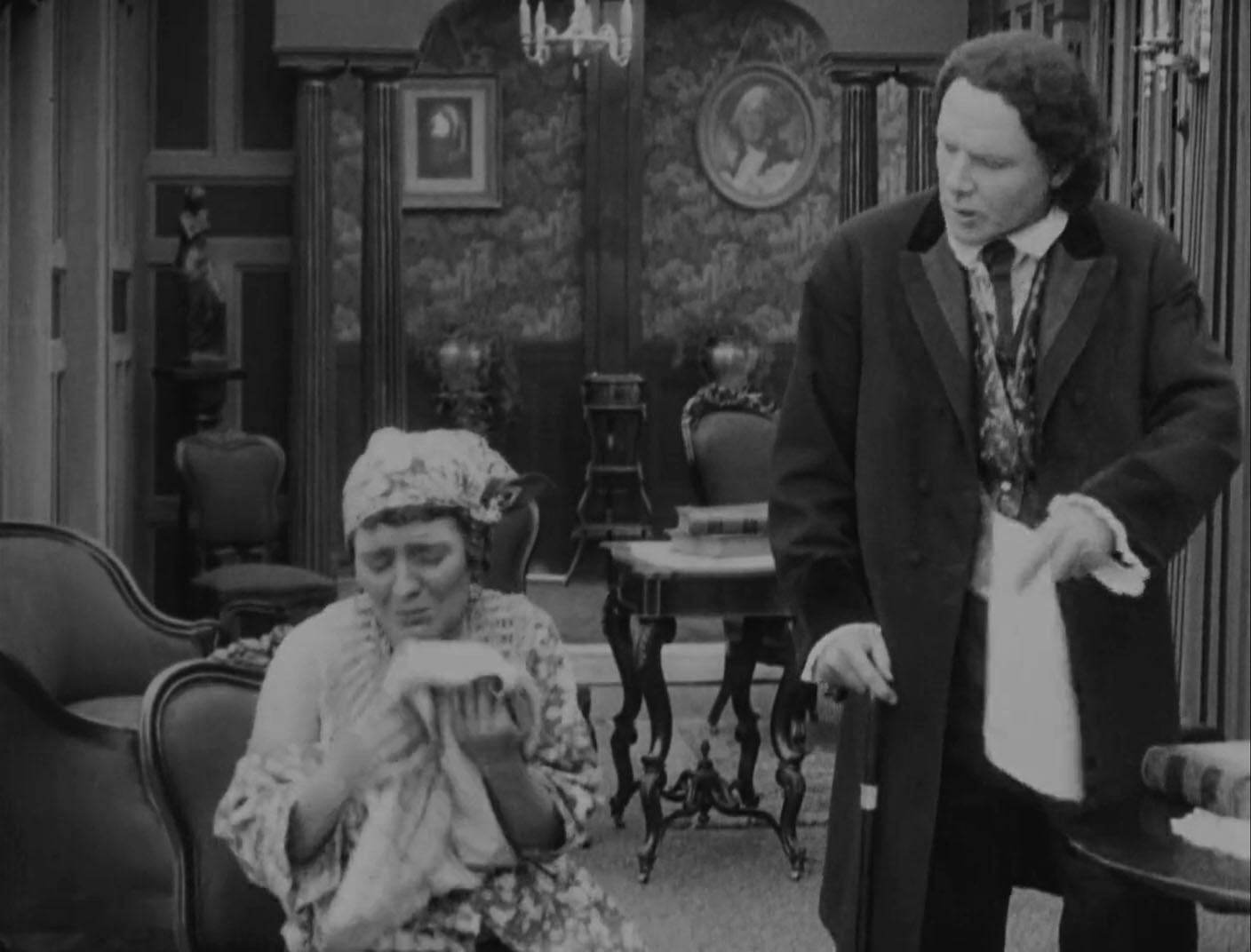
Ralph Lewis jouant le rôle d'Austin Stoneman et Mary Alden celui de Lydia Brown dans le film Naissance d'une nation en 1915

Avec l'avènement de l'école Dunning sur la Reconstruction après 1900, Stevens continua à être perçu négativement. Ces historiens, menés par William Dunning, enseignèrent que la Reconstruction avait été une opportunité pour les radicaux motivés par leur haine du Sud, de détruire le peu de la dignité sudiste que la guerre avait épargné,,. Dunning lui-même jugea Stevens « belliqueux, vindicatif et cynique ». Lloyd Paul Stryker, qui rédigea une biographie très favorable de Johnson en 1929, qualifia Stevens de « vieil homme horrible… se préparant avec ruse à étrangler le corps brisé et ensanglanté du Sud » et qui pensait qu'il serait « une chose magnifique » de voir « les blancs, en particulier les femmes du Sud, se débattre sous la domination nègre, ». En 1915, l'antagoniste du film Naissance d'une nation était le représentant Austin Stoneman inspiré de Stevens jusqu'à ses perruques mal ajustées, son pied bot et son amante afro-américaine nommée Lydia Brown. Ce traitement raviva et renforça les préjugés populaires envers Stevens,. Selon Foner, « alors que les historiens exaltaient la magnanimité de Lincoln et d'Andrew Johnson, Stevens en vint à symboliser l'esprit de revanche du Nord, sa malice et sa haine irrationnelle du Sud ».
Les historiens qui écrivirent sur Stevens à la fin des années 1930 s'éloignèrent de cette vision et entreprirent de réhabiliter l'homme et sa carrière politique. L'étude de Thomas F. Woodley publié en 1937 témoignait de son admiration pour le personnage mais attribua sa motivation à l'amertume concernant son pied bot tandis que selon la biographie de 1939 d'Alphonse Miller, il s'agissait de son désir de justice ; les deux historiens étaient également convaincu que Stevens avait été injustement traité dans la littérature récente. Écrite en 1942, la biographie de Richard Current reflétait l'historiographie développée par Charles Austin Beard qui considérait l'histoire américaine comme une lutte économique entre les industriels du Nord (représentés par Stevens), les planteurs du Sud et les agriculteurs du Midwest. Selon lui, Stevens était motivé par ses ambitions frustrées et par un désir d'utiliser sa position politique pour promouvoir le capitalisme industriel et le parti républicain. Il conclut que malgré ses croyances égalitaristes, il défendit en réalité les inégalités car « personne n'avait plus fait que lui pour amener à l'ère des grandes entreprises avec sa concentration des richesses ».
Avec la biographie de 1955 de Ralph Korngold, l'école néoabolitionniste commença à s'intéresser à Stevens. Ces historiens rejetaient la vision antérieure selon laquelle tous ceux qui s'étaient rendus dans le Sud pour aider les afro-américains après la guerre étaient des « vauriens de carpetbaggers » vaincus par les « saints redeemers ». À l'inverse, ils applaudirent ceux qui avaient cherché à mettre un terme à l'esclavage et à défendre les droits civiques et ils blâmèrent Johnson pour son obstruction. Selon eux, les droits des afro-américains étaient les éléments centraux de la Reconstruction et la seule erreur du programme du Congrès fut de ne pas les avoir défendu assez loin et aussi longtemps que nécessaire. Controversée dans ses conclusions car il s'agissait d'une psychobiographie, l'étude de 1959 de Brodie appartenait à cette école et elle avançant que Stevens était un « outsider parfait qui s'identifiait avec les opprimés » dont l'intelligence lui valut ses succès mais dont la conscience de son pied bot retarda son développement social,. Il ajouta que cela l'avait également rendu réticent à l'idée d'épouser une femme de son propre rang social.
Les historiens qui succédèrent à Brodie continuèrent à éroder l'idée de Stevens comme un dictateur vindicatif dominant le Congrès. En 1960, Eric McKitrick qualifia Stevens « de politicien adroit et pittoresque mais très limité » dont la carrière fut « une longue séquence comique de plans diaboliques qui, l'un après l'autre, lui explosèrent à la figure ». Dans les années 1970, Foner indiqua que le rôle de Stevens fut de définir les positions radicales mais ce furent les événements et non sa personnalité qui poussèrent les républicains à le soutenir. En 1974, Michael Les Benedict suggéra que la réputation de dictateur de Stevens était plus basée sur sa personnalité que sur son influence.
Dans son étude de 1969, l'historien Hans Trefousse avança que la « passion dévorante [de Stevens] était l'égalité ». En 1991, il nota que Stevens « fut l'un des représentants les plus influents à avoir jamais siégé au Congrès. [Il domina] la Chambre avec son intelligence, sa connaissance de la loi parlementaire et sa pure volonté même s'il fut souvent incapable de l'emporter ». Dans sa biographie de 1997, il adopta néanmoins une position similaire à celle de McKitrick : Stevens était une figure relativement marginale dont l'influence se limitait souvent à son extrémisme.
Le film Lincoln de 2012 dans lequel Stevens est joué par Tommy Lee Jones entraîna un regain d'intérêt populaire pour le personnage. Il y est représenté comme le meneur des radicaux et le principal artisan de l'adoption du 13e amendement. L'historien Matthew Pinsker note que Stevens n'est mentionné qu'à quatre reprises dans le livre Team of Rivals de Doris Kearns Goodwin qui servit de base pour le scénariste Tony Kushner alors qu'il est quasiment le second rôle après Lincoln dans le film. Aaron Bady ajoute qu'il y est également représenté comme un extrémiste incapable de modérer ses propos jusqu'à ce qu'il soit convaincu par Lincoln d'accepter un compromis ; Stevens « est l'oncle dont tout le monde est embarrassé mais que l'on aime trop pour lui dire. Il n'est pas un meneur, il est un frein, celui dont le moment héroïque sera de rester silencieux sur ce qu'il croit sincèrement ». Le film présente une relation sexuelle entre Stevens et Smith et Pinsker note « qu'il a très bien pu être vrai qu'ils aient été amants mais en présentant ce point dans le film, les réalisateurs risquent de donner l'impression à certains spectateurs que la raison « secrète » de l'égalitarisme de Stevens était son désir de légitimer sa romance par-delà les lignes raciales ».